# Wysoka technika
Wysoka technika (ang. high technology, high-tech) – dziedziny i wyroby charakteryzujące się wysoką intensywnością B+R.
Cechami charakterystycznymi dla branż wysokich technologii są także:
- wysoki poziom zatrudnienia personelu naukowo-technicznego,
- technologie zawarte w patentach i licencjach,
- strategiczna współpraca z innymi firmami wysoko technologicznymi i ośrodkami naukowymi,
- wysoki poziom rotacji wyposażenia technicznego, konieczność dużych nakładów kapitałowych.

Przykłady dziedzin techniki, w których stosowane są nowe technologie:
- astronautyka
- biotechnologia
- farmacja
- fizyka jądrowa
- informatyka
- inżynieria kwantowa (np. spintronika, komputer kwantowy)
- inżynieria materiałowa (nanomateriały, nanotechnologia)
- lotnictwo
- medycyna
- robotyka
- telekomunikacja